# Tel Aviv Open 1994
Il Tel Aviv Open 1994 è stato un torneo di tennis giocato sul cemento. È stata la 15ª edizione del torneo, che fa parte della categoria World Series nell'ambito dell'ATP Tour 1994. Si è giocato al Israel Tennis Centers di Ramat HaSharon vicino a Tel Aviv in Israele dal 10 al 17 ottobre 1994.

## Campioni

### Singolare maschile
Wayne Ferreira ha battuto in finale  Amos Mansdorf con il punteggio di 7–6(4), 6–3.

### Doppio maschile
Lan Bale /  John-Laffnie de Jager hanno battuto in finale  Jan Apell /  Jonas Björkman con il punteggio di 6–7, 6–2, 7–6.